# Kunratický potok (přítok Vltavy)
Kunratický potok (v katastru Krče nazývaný Kněžka, v katastru Braníka pak Kundrát) pramení jihozápadně od Hrnčířského rybníka v Praze-Kunraticích a nedaleko Barrandovského mostu se vlévá jako pravostranný přítok do Vltavy. Název je odvozen od místa, kde potok pramení. Délka toku je 11 km, povodí má rozlohu 31,56 km² a je na území Prahy 4 a 11. Úsek úsek 0–0,5 km je ve správě Povodí Vltavy, zbytek délky ve správě MHMP.

## Popis toku
Potok pramení v polích západně od Hrnčířů, avšak v katastru Kunratic. Od svého pramene teče severovýchodním směrem a vlévá se do Hrnčířského rybníka. Pokračuje přírodní památkou Hrnčířské louky směrem severovýchodním. Zde se do něj zprava vlévá potok, který teče z rybníka Jordán, dalším přítokem je potok vedoucí od rybníka Jordánek, také zprava.
Na jihozápadním okraji Šeberova vtéká do rybníka Brůdek. Z jeho hráze pokračuje severozápadně do Šeberovského rybníka. Odtud pokračuje na západ do rybníka beze jména a za Kunratickou spojkou se vlévá do Šeberáku. Ze Šeberáku meandruje severním směrem.
Protéká údolím Kunratického lesa, nejdřív přes Hornomlýnský (Vernerák), poté Dolnomlýnský rybník (Mlejňák). Protéká u Kunratického mlýna, pod Novým kunratickým hradem. Poblíž restaurace a zookoutku se do něj zprava vlévá potok Václavský (KUP7P).
U Krči vtéká do rybníka Labuť, za tím do něj zprava vtéká Roztylský potok. Poté potok protéká rybníky Sýkorka a Zámecký rybník. Dále pokračuje přes rybník beze jména pod šestiproudou dálnicí Jižní spojkou.
Před Barrandovským mostem, severně od tramvajové zastávky Pobřežní cesta, se na 58,6 km vlévá do Vltavy.

## Mlýny
Mlýny jsou seřazeny po směru toku potoka.
- Hořejší mlýn – Kunratice, K Verneráku 43/33
- Bartůňkův mlýn (Dolejší) – Kunratice, K Borovíčku 45
- Podhradní mlýn – Kunratice, zanikl
- Krčský mlýn – Krč, Před nádražím 745/4
- Branický mlýn (Trojanův) – Braník, Za Mlýnem 38, zanikl
- Mlejnek – Braník, Na Mlejnku, zanikl